# Xenomigia brachyptera
Xenomigia brachyptera är en fjärilsart som beskrevs av Klaus S.O. Sattler och Janusz Wojtusiak 1999. Xenomigia brachyptera ingår i släktet Xenomigia och familjen tandspinnare. Inga underarter finns listade i Catalogue of Life.